# El-kvartetten
El-kvartetten var en svensk kristen popgrupp från Ulricehamn. Gruppen gav ut 4 egna skivor skivor som såldes i närmare 15.000 ex. De turnerade under 1960-talet (dec.1964 - aug. 1967) från Ystad till Gävle. Under den tiden hann gruppen med 220 spelningar. Därefter fortsatte två av medlemmarna, med hjälp av ytterligare en musiker, under namnet "Samuels". 

## Diskografi
- O, du dyrköpta själ (1965), EP utgiven på produktionsförlaget Celesta
  - Innehöll sångerna O, du dyrköpta själ, The old rugged cross, Min store Gud, Mamma, är det långt till himlen?
- Ungdomsträngsel på Björngårdsvillan (1966), LP utgiven på produktionsförlaget Cymbal
  - Innehöll sångerna Det lönar sig att tro på Gud (enda sången med El-Kvartetten) m.fl.
- Han har öppnat pärleporten (1966), EP utgiven på produktionsförlaget Cavatina
  - Innehöll sångerna Han har öppnat pärleporten, Barnatro, Gud i naturen, Hur skall det kännas
- Det lönar sig att tro på Gud (1966), Singel utgiven på produktionsförlaget Cavatina
  - Innehöll sångerna Det lönar sig att tro på Gud, Jag var borta ifrån Herren
- Guds folk är på resa (1967), EP utgiven på produktionsförlaget Cavatina
  - Innehöll sångerna Guds folk är på resa, Gamla tiders väckelse, Mitt hjärtas sång, Det finns ett namn

- Jerusalem (1968), EP utgiven på produktionsförlaget Cavatina under gruppnamnet Samuéls
  - Innehöll sångerna Jerusalem, Han skall förstå, Sjung halleluja, Hans namn är Jesus
- O, min tanke flyr hän (1968), Singel utgiven på produktionsförlaget Cavatina under gruppnamnet Samuéls
  - Innehöll sångerna Skall det bli några stjärnor (O, min tanke flyr hän), Jubla nu mitt sälla hjärta